# Военный раввинат
Военный раввинат (ивр. חיל הרבנות הצבאית‎) — одно из структурных формирований Армии обороны Израиля, обеспечивающее религиозные службы солдат, в первую очередь для евреев, но и в том числе и неевреев, и принимает решения по вопросам взаимоотношения религии и военного дела. 
Военный раввинат возглавляется главным военным раввином, офицером АОИ, звание которого обычно «Тат-алуф» (бригадный генерал). Нынешний главный военный раввин - бригадный генерал Эяль Крим.

## Задачи раввината
Военный раввинат является органом, ответственным за все религиозные учреждения в Армии обороны Израиля. В каждой бригаде, дивизии, штабе, а также на тренировочных или регулярных военных базах есть свои военные раввины, на которых возложена ответственность за обеспечение выполнения религиозных служб, в частности они отвечают за кашрут кухни, содержание синагоги и ее инвентарь. Военнослужащие, которые активно служат, могут обратиться к представителям раввината с просьбой провести церемонию бракосочетания, а также провести брит-милу. 

## История
Военный раввинат был основан в 1948 году раввином Шломо Гореном, который возглавлял его до 1968 года. До 2000 года главные военные раввины имели тенденцию оставаться на своих постах в течение значительного периода времени. После раввина Горена, с 1968 по 1977 год, главным военным раввином был раввин Мордехай Пирон. С 1977 по 2000 год должность занимал раввин Гади Навон. 
Раввин Исраэль Вайс был назначен четвертым главным военным раввином и занимал эту должность в период с 2000 по 2006 год. Вайс внес много изменений в политику военного раввината, в том числе он предоставил солдатам гораздо больший доступ к услугам раввината, расширил отношения раввината с религиозными солдатами и разработал метод опознания павших солдат. Вайс был главным раввином во время ухода из Газы в 2005 году и отвечал за перенос 48 могил с кладбища Гуш-Катиф. За это он подвергся критике и нападкам со стороны противников размежевания. 

## Список главных военных раввинов
| Имя            | Период      | Комментарии                  |
| Шломо Горен    | 1948–1971   | Позже главный раввин Израиля |
| Мордехай Пирон | 1968 - 1977 |                              |
| Гади Навон     | 1977 - 2000 |                              |
| Исраэль Вайс   | 2000 - 2006 |                              |
| Авихай Ронцки  | 2006 - 2010 |                              |
| Рафи Перец     | 2010 - 2016 |                              |
| Эяль Крим      | 2016 -      |                              |